# Peter Chríbik
Peter Chríbik (* 2. Februar 1999 in Žilina) ist ein slowakischer Fußballspieler.

## Karriere
Chríbik begann seine Karriere beim MŠK Žilina. Im März 2016 spielte er erstmals für die Reserve von Žilina in der zweiten Liga. Insgesamt kam er für diese bis zur Winterpause 2019/20 zu 45 Einsätzen. Im September 2019 stand er im Cup erstmals im Kader der Profis, für die er allerdings nie zum Einsatz kommen sollte. Im Februar 2020 wurde er an den Erstligisten FK Pohronie verliehen. Dort debütierte er im Februar 2020 gegen den FC Nitra in der Fortuna liga. Bis zum Ende der Leihe kam er zu neun Einsätzen in der höchsten slowakischen Spielklasse. Zur Saison 2020/21 wurde er von Pohronie fest verpflichtet. Bis zur Winterpause jener Saison kam er zu 14 Einsätzen.
Im Februar 2021 wechselte der Defensivspieler zum Ligakonkurrenten Nitra. Für Nitra absolvierte er insgesamt acht Partien, mit dem Klub stieg er zu Saisonende allerdings aus der Fortuna liga ab, Nitra erhielt zudem auch keine Zweitligalizenz und wurde in die dritte Liga zurückgestuft. Daraufhin verließ Chríbik den Verein nach einem halben Jahr wieder und schloss sich zur Saison 2021/22 dem Zweitligisten MŠK Púchov an. Für Púchov kam er bis zur Winterpause siebenmal zum Einsatz.
Im Februar 2022 wechselte er zum österreichischen Regionalligisten ASV Draßburg. Für Draßburg kam er zu 13 Einsätzen in der Regionalliga. Nach der Saison 2021/22 verließ er den Verein wieder.